# جسی رمسدن
جسی رمسدن (به انگلیسی: Jesse Ramsden)(زاده۶ اکتبر ۱۷۳۵ – درگذشته ۵ نوامبر ۱۸۰۰) ریاضیدان و سازنده وسایل مربوط به اخترشناسی و تجهیزات علمی بود. شهرت وی به خاطر حکاکی و طراحی موتورهای تقسیم‌کننده است که امکان اندازه‌گیری دقیق زاویه‌ها و طول‌ها را در ابزارها فراهم می‌کند. او ابزارهایی را برای ستاره‌شناسی تولید کرد که بویژه برای استفاده دریایی شناخته شده و برای اندازه‌گیری طول و عرض جغرافیایی مورد نیاز بودند و ابزارهای نقشه‌برداری وی به‌طور گسترده برای نقشه‌برداری و بررسی زمین هم در امپراتوری انگلیس و هم در خارج از آن مورد استفاده قرار می‌گرفتند. یک عدسی چشمی آکروماتیک که او برای تلسکوپ‌ها و میکروسکوپ‌ها اختراع کرده‌است، هنوز هم با نام او عدسی چشمی رمسدن شناخته می‌شود.